# Historia badań nad przewlekłą obturacyjną chorobą płuc
Historia badań nad przewlekłą obturacyjną chorobą płuc – przewlekła obturacyjna choroba płuc jest poważnym problemem medycznych. Jest to choroba przewlekła i nieuleczalna. Szacuje się, że ponad 10% osób w wieku >40 lat jest dotkniętych tą chorobą. Jest ona związana głównie z paleniem tytoniu, ale inne czynniki, w tym również genetyczne, biorą w udział w patogenezie. Poniżej przedstawiono zarys badań, które na przestrzeni lat doprowadziły do lepszego poznania i zrozumienia mechanizmów POChP.
1679

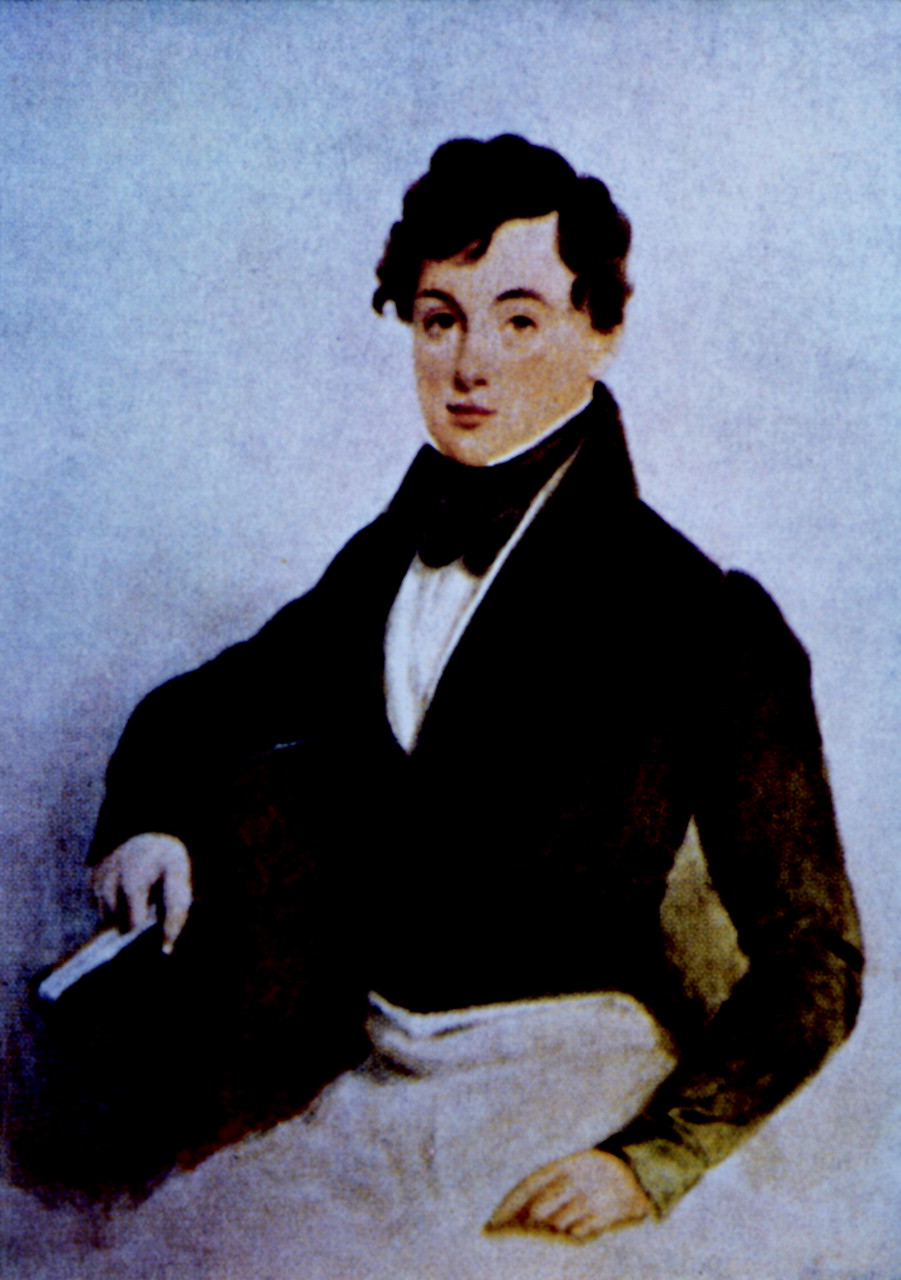
John Hutchinson – wynalazca spirometru.

Prawdopodobnie pierwszy opis rozedmy płuc, określonej jako voluminous lungs, dokonany przez Théophile'a Boneta (1620-1689) w pracy Sepulchretum, sive, Anatomica practica, ex cadaveribus morbo denatis.
1769
Giovanni Battista Morgagni (1682 – 1771) opisał 19 przypadków obrzmienia płuc.
1793
Matthew Baillie (1761-1823) w dziele Morbid Anatomy of Some of the Most Important Parts of the Human Body zaprezentował ilustracje rozedmowych płuc.
1814
Charles Badham (1780-1845) opisał zapalenie oskrzelików i przewlekłe zapalenie oskrzeli. Użył także słowa katar na określenie przewlekłego kaszlu z nadmiernym wydzielaniem błony śluzowej.
1821
René Laënnec (1781-1826) opisał rozedmę. Zaobserwował, że rozedmowe płuca są przepełnione powietrzem i z trudem się opróżniają. Pisał między innymi:

In opening the chest, it is not unusual to find that the lungs do not collapse, but they fill up the cavity completely on each side of the heart. When experienced, this will appear full of air...The bronchus of the trachea are often at the same time a good deal filled with mucous fluid.

1846

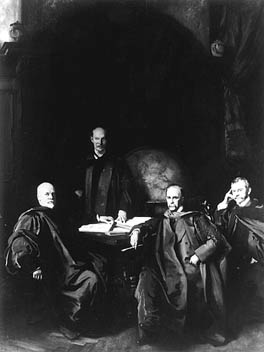
William Osler drugi po prawej.

John Hutchinson (1811–1861) wynalazł spirometr – aparat stosowany do dziś w celu diagnostyki POCHP.
1916

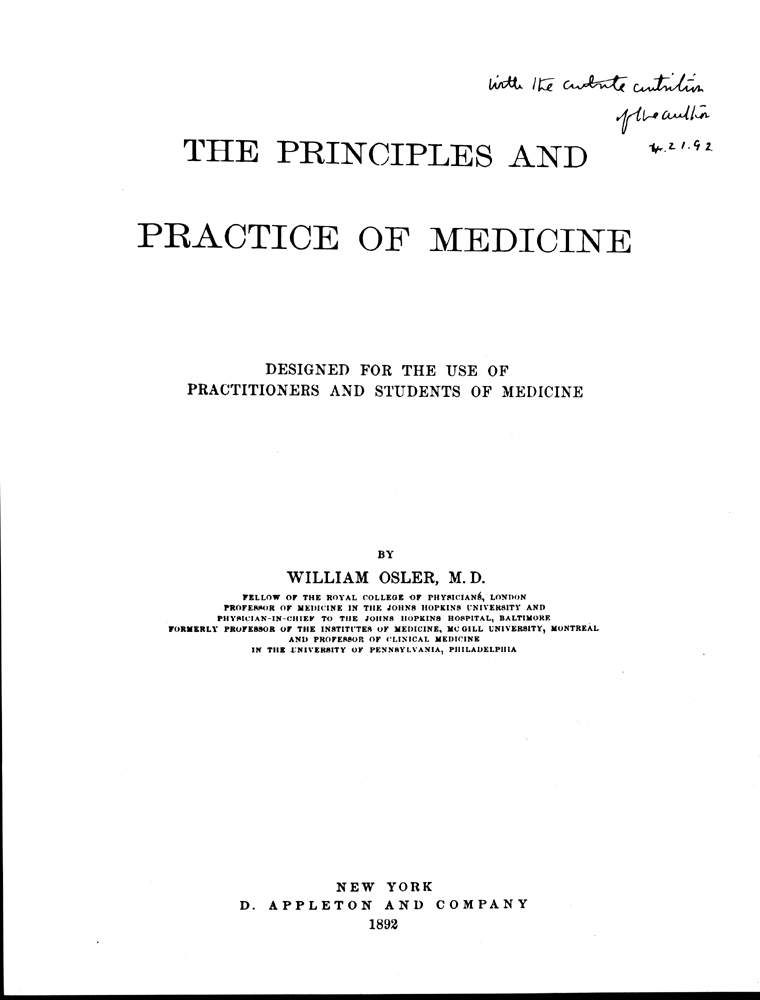
Strona tytułowa The Principles and practices of medicine Williama Oslera. Pierwsze wydanie z 1892 r.

W 8. wydaniu dzieła The Principles and practices of medicine William Osler (1849-1919) przypuszczał, że rozedma jest spowodowana nadmiernym ciśnieniem w oskrzelach.
1944
Ronald Christie zidentyfikował składowe POCHP, stwierdzając, że należy się liczyć z rozpoznaniem u pacjentów z zaostrzeniem duszności, u których współistnieje rozedma z przewlekłym zapaleniem oskrzeli oraz astmą oskrzelową.
1953
Oswald opisał ponad 1000 przypadków przewlekłego zapalenia oskrzeli.
Pojawiły się prace na temat powiązania przewlekłego zapalenia oskrzeli z nawracającymi infekcjami układu oddechowego i skażeniem powietrza.
1956
Został wydany podręcznik Pulmonary emphysema, autorstwa Baracha i Bickermana, w którym opisali współczesne metody leczenia rozedmy.
Również w tym roku ukazał się Textbook of respiratory medicine, zawierający m.in. spirogramy chorych na rozedmę.
1958
Miała miejsce pierwsza z corocznych konferencji w Aspen na temat problemów związanych z patogenezą, rozpoznawaniem i leczeniem rozedmy.
1959
Próba ustalenia konsensusu w sprawie definicji schorzenia (CIBA Guest Symposium).
1960
Powstała hipoteza genetycznie uwarunkowanej nadwrażliwości oskrzeli u chorych na POChP.
1962
American Thoracic Society zdefiniowało przewlekłe zapalenie oskrzeli jako przewlekły kaszel, trwający przynajmniej 3 miesiące przez co najmniej 2 lata, oraz rozedmę jako poszerzenie dróg oddechowych z degradacją ścian.
1963
Laurel i Eriksson odkryli schorzenie genetyczne – niedobór α1-antytrypsyny. Po przebadaniu 1500 pacjentów u 5 z nich stwierdzono w elektroforezie nieobecność frakcji α1. U 3 pacjentów z niedoborem wykryto rozedmę, którą rozwinęli w młodym wieku.
1964
Powstał eksperymentalny model rozedmy. Po podaniu do dróg oddechowych świnek morskich ekstraktu trzustkowego zawierającego papainę powstała rozedma. Pierwotnym celem badania było wytworzenie eksperymentalnej krzemicy.
1965
William Briscoe podczas konferencji w Aspen prawdopodobnie po raz pierwszy użył określenia COPD (chronic obstructive pulmonary disease – przewlekła obturacyjna choroba płuc).
1966
Do nomenklatury medycznej została wprowadzona nazwa – przewlekła obturacyjna choroba płucna.
1998
Została utworzona Światowa Strategia Rozpoznawania, Leczenia i Prewencji Przewlekłej Obturacyjnej Choroby Płuc (Global Initiative for Chronic Obstructive Lung Disease – GOLD).
2001
Powstał pierwszy raport GOLD.
2005
Teoria o autoimmunologicznym schorzeniu naczyniowym w patogenezie rozedmy.